# Спурий Навций Рутил (консул 488 пр.н.е.)
Вижте пояснителната страница за други личности с името Спурий Навций Рутил.
Спурий Навций Рутил (на латински: Spurius Nautius Rutilus) e консул на ранната Римска република през 488 пр.н.е.. Негов колега е Секст Фурий Медулин Фуз.
Син е на Спурий Навций Рутил и баща на Гай Навций Рутил (консул 475 и 458 пр.н.е.).
През 493 пр.н.е. той е в делегацията до плебеите на Monte Sacro. По време на консулата му се водят битки с волските и Кориолан.